# Бабинец, Андрей Евтихиевич
Андрей Евтихиевич Бабинец (13 декабря 1911 года, Киев — 1 ноября 1982 года, Ленинград) — учёный-гидрогеолог. Доктор геологических наук (1961), профессор. Член-корреспондент АН УССР (1964). Заслуженный деятель науки УССР (1981).

## Биография
В 1931 году закончил мелиоративный техникум
В 1935 году окончил Киевский горно-геологический институт.
Участник Великой Отечественной войны.
С 1935 года работал в Институте геологических наук АН УССР: старший научный сотрудник (1935—1948), зав. отделом гидрогеологии (1948—1950), зам. директора по научной работе (1950—1968), зав. отделом гидрогеологических проблем (1968—1982).
По совместительству в 1953—1968 годах заведующий кафедрой гидрогеологии и инженерной геологии геологического факультета Киевского государственного университета им. Т. Г. Шевченко.
Исследователь минеральных вод применяемых в бальнеологии, а также исследованием раяда ипочников, таких как: углекислые источники Карпат, моршинские воды и трускавецкие источники.
Умер 1 ноября 1982 года в Ленинграде. Похоронен на Байковом кладбище в Киеве.

## Публикации
- «Гидрогеология СССР: УССР». М., 1971
- Минеральные и термальные воды Советских Карпат: Монография. К., 1978
- «Состав и свойства минеральной воды „Нафтуся“»: Монография. К., 1978